# Discoscapa apicula
Discoscapa apicula (лат.) — вид вымерших песочных ос, единственный представитель рода Discoscapa, который ранее выделялся в отдельное семейство пчёл Discoscapidae. По новым данным D. apicula включают в подсемейство песочных ос Crabroninae в отдельную трибу Discoscapini.

## История изучения
Оса найдена в 2001 году в ископаемом состоянии в бирманском янтаре в Hukawng Valley (Мьянма). Наряду с Melittosphex burmensis их первоначально считали самыми древними ископаемыми видами пчёл, возраст находки около 100 млн лет (меловой период). Обнаружен и впервые описан в 2020 году американским энтомологом Джорджем Пойнаром (George Poinar, Jr.), из Орегонского университета (Oregon State University, Corvallis). Согласно альтернативной точке зрения, данное перепончатокрылое относится не к пчелам, а к роющим осам Crabronidae.

## Описание
Мелкие ископаемые осы (длина около 3 мм), покрытые редкими перистыми ворсинками, с округлой пронотальной долей. Средние и задние ноги содержат пыльцевые зерна и пару шпор на задней голени. Узкие задние основные членики лапок (базитарсусы), чрезвычайно низко расположенные места прикрепления усиков и некоторые особенности жилкования крыльев таковы, как у апоидных роющих ос (Ammoplanina, Crabronidae). Уникальным диагностическим признаком новой трибы (первоначально семейства), не обнаруженным ни в одной из существующих или вымерших линий апоидных ос или пчёл, является раздвоенный скапус усика (в месте соединения со жгутиком развита шпора). Зерна пыльцы в скопах на бедре и голени средней и задней ног и на когте и лапке средней ноги показывают, что обнаруженная в янтаре оса недавно посетила один или несколько цветов. Ещё одним доказательством этого действия является наличие в янтаре 21 триунгулинов жука, пять из которых находятся в непосредственном контакте с осой.